# Liste des systèmes de vélos en libre-service en France
Pour un article plus général, voir vélos en libre-service.

## Systèmes en service
| Mise en service    | Nom                          | Ville(s) | Exploitant                        | Système         | Vélos    | VAE                 | Stations        | Locations annuelles    | Habitants par vélo | Code Insee              |
| ------------------ | ---------------------------- | --- | --------------------------------- | --------------- | -------- | ------------------- | --------------- | ---------------------- | ------------------ | ----------------------- |
| 19 mai 2005        | Vélo'v                       | 14 communes de la métropole de Lyon                                                                                            | JCDecaux                          | Cyclocity       | +05 000, |                     | 429             | +09 100 000, (en 2021) | 154                | 69123                   |
| 25 juin 2007       | Vélo'+                       | Orléans | Keolis                            | Cykleo          | +00344,  |                     | 35              |                        |                    | 45234                   |
| 28 juin 2007       | Vélomagg'                    | Montpellier | En régie                          | Smoove          | +01 200, |                     | 59              |                        | 211                | 34172                   |
| 15 septembre 2007  | VéloCité                     | Mulhouse | Nextbike                          | Nextbike        | +00646,  | oui (uniquement)    | 64              |                        |                    | 68224                   |
| 25 septembre 2007  | VéloCité                     | Besançon | JCDecaux                          | Cyclocity       | +00200,  |                     | 30              |                        | 585                | 25056                   |
| 19 décembre 2022   | Le Vélo                      | Marseille | Fifteen                           | Fusion          | +02 000, | oui (uniquement)    | 200             | +00900 000, (en 2014)  | 425                | 13055                   |
| 16 novembre 2007   | VélôToulouse                 | Toulouse | JCDecaux                          | Cyclocity       | +02 600, |                     | 283             | +04 361 468, (en 2016) | 168                | 31555                   |
| 22 décembre 2007   | Lovélo (anciennementCy'clic) | Métropole Rouen Normandie | Inurba Rouen                      | Cyclocity       | +00677,  |                     | 126             |                        | 740                | 76540                   |
| 16 février 2008    | Vélam                        | Amiens | JCDecaux                          | Cyclocity       | +00313,  |                     | 28              |                        | 429                | 80021                   |
| 29 février 2008    | DiviaVélodi                  | Dijon | Keolis                            | Cykleo          | +00462,  |                     | 40              |                        | 336                | 21231                   |
| 5 mai 2008         | Bicloo                       | Nantes | JCDecaux                          | Cyclocity       | +01 000, |                     | 103             |                        | 404                | 44109                   |
| 27 septembre 2008  | vélOstan'lib                 | Nancy | JCDecaux                          | Cyclocity       | +00250,  |                     | 25              |                        | 422                | 54395                   |
| 21 mars 2009       | VélO2                        | Cergy-Pontoise | Nextbike                          | Nextbike        | +00320,  | oui                 | 49              |                        | 670                | 95127                   |
| 22 juin 2009       | STAR, le vélo                | Rennes | Keolis                            | Cykleo          | +00910,  |                     | 85              |                        | 431                | 35238                   |
| 10 juillet 2009    | Vélopop'                     | Avignon | En régie                          | Smoove          | +00200,  |                     | 17              |                        | 451                | 84007                   |
| 1er septembre 2009 | Yélo                         | La Rochelle | En régie                          | RTCR            | +00300,  |                     | 56              |                        | 742                | 17300                   |
| 20 février 2010    | V3                           | Bordeaux Métropole | Keolis                            | Cykleo          | +01 700, |                     | 175             |                        | 466                | 33063                   |
| 28 mars 2010       | Libélo                       | Valence | En régie                          | Smoove          | +00306,  |                     | 45              |                        | 520                | 26362                   |
| 10 avril 2010      | Cristolib                    | Créteil | JCDecaux                          | Cyclocity       | +00130,  |                     | 10              |                        | 694                | 94028                   |
| 26 juin 2010       | Vélivert                     | Saint-Étienne Metropole | En régie                          | Fifteen         | +01 050, | oui (uniquement)    | 100             |                        | 386                | 42218                   |
| 17 juillet 2010    | Vel'in                       | Calais |                                   | Veloway         | +00160,  |                     | 18              |                        | 468                | 62193                   |
| 13 septembre 2010  | IDEcycle                     | Pau | Keolis                            | Cykleo          | +00220,  |                     | 20              |                        | 382                | 64445                   |
| 21 septembre 2010  | Vélitul                      | Laval | Keolis                            | Cykleo          | +00100,  |                     | 9               |                        | 500                | 53130                   |
| 23 septembre 2010  | Vélhop                       | Strasbourg | Strasbourg Mobilités – CTS        | Smoove          | +04 800, |                     | 525             | 407 000 (en 2014)      | 99                 | 67482                   |
| 16 septembre 2011  | V'Lille                      | Lille | Keolis                            | Cykleo          | +04 100, |                     | 263             |                        | 246                | 59350                   |
| 22 avril 2013      | Optymo                       | Belfort | En régie                          | Smoove          | +00250,  |                     | 31              | 126 900 (en 2014)      | 250                | 90010                   |
| 1er septembre 2013 | Dk'Vélo                      | Dunkerque |                                   | Veloway         | +00200,  |                     | 20              |                        | 455                | 59183                   |
| 26 juin 2013       | C.vélo                       | Clermont-Ferrand | Vélogik                           | Smoove          | +00602,  |                     | 52              | 360 000 (en 2018)      | 272                | 63113                   |
| Juin 2017          | Vélos Récup'en Liberté       | Saverdun | Services techniques               |                 | +00070,  |                     | sans station    |                        | 64                 | 09282                   |
| 18 décembre 2017   | Indigo Weel                  | Tours Bordeaux Toulouse Angers                                                                                                 | Indigo                            | Indigo Weel     |          |                     | sans station    |                        |                    | 37261 49007 33063 31555 |
| 2017               | VéliBleu                     | Communauté d'agglomération Grand Châtellerault                                                                                 | En régie                          | Green On        | +00120,  |                     | 8               |                        |                    | 86066                   |
| 2017               | Pony                         | Angers | Pony                              | Pony            | +00450,  |                     | sans station    |                        |                    | 49007                   |
| 1er janvier 2018   | Vélib' Métropole             | Paris et communes voisines | Smovengo                          | Smoove          | +14 000, | oui                 | 1 100           |                        |                    | 75056                   |
| 1er janvier 2018   | Twisto Vélolib               | Caen | Keolis                            | Cykleo          | +00170,  |                     | 17              |                        |                    | 14118                   |
| 24 janvier 2018    | Mobike                       | Paris | Mobike                            | Mobike          | +01 000, |                     | sans station    |                        |                    | 75056                   |
| 12 mars 2018       | VLS                          | CARENE (Saint-Nazaire) | Green On                          | Green On        | +00045,  |                     | 3               |                        |                    | 44184                   |
| Mai 2018           | Donkey                       | Paris | Donkey Republic                   | Donkey          | +00700,  |                     | sans station    |                        |                    | 59606                   |
| Mai 2018           | Donkey                       | Valenciennes | Donkey Republic                   | Donkey          | +00050,  |                     | sans station    |                        |                    | 59606                   |
| 9 juin 2018        | Vélocéo                      | Vannes | Transdev                          | Smoove          | +00050,  | oui (uniquement)    | 6               |                        | 1 040              | 56260                   |
| 3 juillet 2018     | Le vélo baulois              | La Baule |                                   | Ecovelo         | +00110,  | oui (uniquement)    | 14              |                        |                    | 44055                   |
| 9 juillet 2018     | KobOO                        | Châtel-Guyon | KobOO                             | KobOO           | +00010,  | oui (uniquement)    | 1               |                        |                    | 63103                   |
| 16 juillet 2018    | Vélo Vézère                  | Montignac-Lascaux, Rouffignac, Le Bugue, Les Eyzies                                                                            | Green On                          | Green On        | +00018,  | oui (uniquement)    | 4               |                        |                    | 17305 24067 24172 24291 |
| 27 novembre 2018   | Vivélo                       | Vichy, Cusset | Transdev                          | KobOO           | +00036,  |                     | 5               |                        |                    | 03310                   |
| Avril 2019         | Jump                         | Paris | Uber                              | Jump            | +00500,  | oui (uniquement)    | sans station    |                        |                    | 75056                   |
| Avril 2019         | Commavélo                    | Port-Camargue | Commavélo                         | KobOO           | +00070,  |                     | 3               |                        |                    | 30133                   |
| 30 avril 2019      | ByCOR                        | Tarare | Green On                          | Green On        | +00030,  | oui (uniquement)    | 2               |                        |                    | 69243                   |
| 7 juin 2019        | Zébullo                      | Reims | Champagne Parc Auto               | Ecovelo         | +00220,  | oui (uniquement)    | 62              |                        |                    | 51454                   |
| 20 juin 2019       | Vélo6Fours                   | Six-Fours-les-Plages | Green On                          | Green On        | +00021,  | oui (uniquement)    | 3               |                        |                    | 83129                   |
| Juillet 2019       | Rubis'Vélo                   | Bourg-en-Bresse | Keolis                            | Ecovelo         | +00100,  | oui                 | 19              |                        | 600                | 01053                   |
| Juillet 2019       | Green On                     | Pays d'Opale | Green On                          | Green On        | +00012,  | oui (uniquement)    | 2               |                        |                    | 62397 62038             |
| Aout 2019          | TM à Vélo                    | Montauban | Transdev                          | NOVAL           | +00062,  | oui                 | 20              |                        |                    | 82121                   |
| Aout 2019          | Green On                     | Domfront en Poiraie | Green On                          | Green On        | +00010,  | oui (uniquement)    | 1               |                        |                    | 61145                   |
| Septembre 2019     | Velibleu                     | Pays Basque | KobOO                             | KobOO           | +00120,  | oui (uniquement)    | 12 sans station |                        |                    | 64260 40312             |
| 2019               | Zoov                         | Bordeaux Paris-Saclay et Vallée Sud Grand Paris                                                                                | Zoov                              | Zoov            | +00500,  | oui (uniquement)    | 10 sans station |                        |                    | 33063                   |
| Décembre 2019      | Oribiky                      | Nice | Oribiky                           | Oribiky         |          | oui (uniquement)    | sans station    |                        |                    | 06088                   |
| Janvier 2020       | Green On                     | Saint-Brieuc | Green On                          | Green On        | +00015,  | oui (uniquement)    | 2               |                        |                    | 22278                   |
| 6 août 2019        | Valaa                        | Marans, |                                   |                 | +0 0005, | oui (uniquement)    | 1               |                        |                    | 17218                   |
| 24 janvier 2020    | TanLib                       | Niort Agglo |                                   | Ecovelo         | +00140,  | oui (uniquement)    | 18              |                        |                    | 79191                   |
| 29 janvier 2020    | Velect'in                    | Calais | Transdev                          | Ecovelo         | +00050,  | oui (uniquement)    | 7               |                        |                    | 62193                   |
| 01 avril 2019      |                              | Marseillan |                                   | Ecovelo         | +00012,  | oui (uniquement)    | 3               |                        |                    | 34150                   |
| 27 juin 2020       | Tempo vélo                   | Agen | Keolis                            | Ecovelo         | +00080,  | oui (uniquement)    | 16              |                        |                    | 47001                   |
| 17 octobre 2020    | TLP Mobilités                | Communauté d'agglomération Tarbes-Lourdes-Pyrénées                                                                             | Keolis                            | Ecovelo         | +00055,  | oui (uniquement)    | 13              |                        |                    | 65440                   |
| 15 décembre 2020   | Vélo'Cité                    | Pays de Laon |                                   | Ecovelo         | +00070,  | oui (uniquement)    | 11              |                        |                    | 02408                   |
| 19 décembre 2020   | CycloLibre                   | Carcassonne |                                   | Ecovelo         | +00055,  | oui (uniquement)    | 8               |                        |                    | 11069                   |
| Mai 2021           | Cyclovis,                    | GrandSoissons | Ecovelo                           |                 | +00100,  | oui (uniquement)    | 20              |                        |                    | 02722                   |
| 10 mai 2021        | VélYcéo                      | La Carène | STRAN                             | Ecovelo         | +00060,  | oui (uniquement)    | 5               |                        |                    | 244400644               |
| Juillet 2021       | AlterVélo                    | Saint-Pierre | CIVIS                             | NOVAL           | +00085,  | oui                 | 15              |                        |                    | 97416                   |
| Juillet 2021       | Le Marcel à vélo             | Troyes Champagne Métropole | TCAT                              | Ecovelo         | +00110,  | oui (uniquement)    | 22              |                        |                    | 10387                   |
| 5 juillet 2021     | Vilvolt                      | Communauté d'Agglomération d'Epinal                                                                                            | CAE                               | Fifteen         | 600      | oui (uniquement)    | 75              |                        | 193                | 200068757               |
| 23 juillet 2021    | SEMO                         | Seine-Eure agglo | Transdev                          | Ecovelo         | +00120,  | oui (uniquement)    | 31              |                        |                    | 200089456               |
| Octobre 2021       | Captain Bike                 | Nantes Métropole | Lemon                             | Ecovelo         | +00020,  | oui (uniquement)    | 9               |                        |                    | 244400404               |
| Mai 2022           | Véloce                       | Communauté de communes d'Erdre et Gesvres                                                                                      | Fredo                             | Fredo           | +00015,  | oui (uniquement)    | 4               |                        |                    | 244400503               |
| Juin 2022          | Vilvolt                      | Épinal | Fifteen                           | Fusion          | +00460,  | oui (uniquement)    | 44              |                        |                    | 88160                   |
| Juin 2022          | Bicy's                       | Saintes Grandes Rives, l'Agglo                                                                                                 |                                   | Fredo           | 40       | non                 |                 |                        |                    |                         |
| 23 juin 2022       | Bik'air                      | Saint-Lô Agglo | Bik'air                           | Bik'air         | +00050,  | oui (uniquement)    | sans station    |                        |                    | 200066389               |
| 16 juillet 2022    | Karu'vélo                    | Pointe-à-Pitre | SMT                               | Ecovelo         | +00035,  | oui (uniquement)    | 5               |                        |                    | 97120                   |
| Septembre 2022     | Vertuose                     | Grand Longwy | SMT                               | Ecovelo         | +00100,  | oui (uniquement)    | 17              |                        |                    | 245400262               |
| Septembre 2022     | Choletbus 2 roues            | Le Choletais | Le Choletais                      | Ecovelo         | +00070,  | oui (uniquement)    | 12              |                        |                    | 200071678               |
| 15 décembre 2022   | Bik'air                      | Narbonne | Bik'air                           | Bik'air         | +00080,  | oui (uniquement)    | sans station    |                        | 700                | 11262                   |
| 26 mai 2023        | Les Petites Reines           | Agglomération des Sables d'Olonne                                                                                              | Agglomération des Sables d'Olonne | Ecovelo         | +00100,  | oui (uniquement)    | 13              |                        |                    | 85194                   |
| Juin 2023          | Vélibéo                      | Agglo de Brive | Agglo de Brive                    | Ecovelo         | +00090,  | oui (uniquement)    | 19              |                        |                    | 19031                   |
| Juin 2023          | CaliVélo                     | Agglomération du Libournais | Agglomération du Libournais       | Ecovelo         | +00212,  | oui (uniquement)    | 53              |                        |                    | 200070092               |
| Juin 2023          | TAC mobilités                | Communauté de communes de l'agglomération annemassienne                                                                        | Fredo                             | Fredo           | +00040,  | oui (uniquement)    | 12              |                        |                    | 200011773               |
| Juin 2023          | Fredo                        | Communauté de communes du Pays d'Orthe et Arrigans                                                                             | Fredo                             | Fredo           | +00012,  | oui                 | 3               |                        |                    | 200069417               |
| Juillet 2023       | Fredo                        | Saint Philbert de Grand Lieu                                                                                                   |                                   | Fredo / Point S | 6        | 4 (+ 2 musculaires) |                 |                        |                    |                         |
| Juillet 2023       | ÉVA’Délo                     | Évian les bains | Transdev' Evian                   | Fredo           | 40       | oui (uniquement)    | 4               |                        |                    |                         |
| Décembre 2023      | Beecycles                    | Communauté Agglomération Béziers Méditerranée                                                                                  | Vectalia                          |                 | 100      | Uniquement          | Sans station    |                        |                    |                         |
| Mars 2024          | Mouvélib                     | CAPSO - Communauté d'agglomération du Pays de Saint-Omer                                                                       |                                   | Fredo           | 6        | oui (et VTTAE)      | 2               |                        |                    |                         |
| Avril 2025         | Proxi Vélo                   | (SM4CC) Communauté de communes Faucigny Glières, Communauté de communes Arve et Salève, Communauté de communes du Pays Rochois | Proxim'iTi                        | Fredo           | 24       | oui (uniquement)    | 6               |                        |                    |                         |
| Juillet 2024       | Maelis                       | Montluçon Communauté | Keolis                            | Fredo           | 10       | oui (uniquement)    | 14              |                        |                    | 03185                   |
| Juillet 2024       | Vélo Pastel                  | Communauté d'agglomération du Saint-Quentinois                                                                                 | Transdev                          | Fredo           | 10       | oui (uniquement)    | 1               |                        |                    | 02691                   |
| Juillet 2025       | VELOMET'                     | Eurométropole de Metz |                                   |                 |          |                     |                 |                        |                    |                         |

## Anciens systèmes
| Ouverture        | Fermeture          | Nom             | Ville(s)                                     | Exploitant     | Système                           | Vélos            | Stations     | Locations annuelles    | Habitants par vélo | Commentaire                             |
| ---------------- | ------------------ | --------------- | -------------------------------------------- | -------------- | --------------------------------- | ---------------- | ------------ | ---------------------- | ------------------ | --------------------------------------- |
| 1976             | 2009               | Vélos Jaunes    | La Rochelle                                  | En régie       |                                   | +00250,(en 1976) | 3            |                        |                    | Remplacé par Yélo en 2009               |
| 6 juin 1998      | 10 mai 2009        | Vélo à la carte | Rennes                                       | Cykleo         |                                   | +00200,          | 25           |                        | 1 033              | Remplacé par STAR, le vélo              |
| 29 juin 2007     | 31 mai 2011        | V'hello         | Aix-en-Provence                              | JCDecaux       | Cyclocity                         | +00200,          | 16           |                        | 713                |                                         |
| 15 juillet 2007  | 31 décembre 2017   | Vélib'          | Paris et communes voisines                   | JCDecaux       | Cyclocity                         | +14 000,         | 1 263        | +40 000 000, (en 2014) | 285                | Remplacé par Vélib' Métropole           |
| 15 décembre 2007 | 1er septembre 2015 | Réflex          | Chalon-sur-Saône                             | Transdev       | Smoove (ayant remplacé Allocyclo) | +00150,          | 30           |                        |                    |                                         |
| 27 février 2008  | fin 2017           | BIP!            | Perpignan                                    | Clear Channel  | SmartBike                         | +00150,          | 15           |                        | 778                |                                         |
| 26 juin 2010     | 1er juin 2023      | Vélivert        | Saint-Étienne                                | En régie       | Smoove                            | +00300,          | 32           |                        |                    |                                         |
| 22 mars 2008     | 31 décembre 2017   | V'eol           | Caen                                         | Caen           |                                   | +00350,          | 40           |                        | 315                | Remplacé par Twisto Vélolib             |
| 24 juin 2009     | 1er août 2012      | Velcom          | Plaine Commune                               | JCDecaux       | Cyclocity                         | +00450,          | 50           |                        | 765                |                                         |
| 27 juin 2009     | 2017               | Vélocéa         | Vannes                                       |                | Veloway                           | +00180,          | 20           |                        | 316                | Remplacé par Vélocéo                    |
| 22 mars 2011     | ?                  | VéloCité +      | Angers                                       | Keolis/Effia   | Vélossimo                         | +00048,          | 1            |                        | 3 069              |                                         |
| 5 octobre 2017   | 24 février 2018    | Gobee.bike      | Lille, Paris, Reims, Lyon                    | Beebike France | Beebike France                    | +00400,          | sans station |                        |                    |                                         |
| Novembre 2017    | ?                  | oBike           | Paris                                        | oBike          | oBike                             | +01 800,         | sans station |                        |                    |                                         |
| 6 décembre 2017  | ?                  | Ofo             | Paris                                        | Ofo            | Ofo                               |                  | sans station |                        |                    |                                         |
| 18 décembre 2017 | 2019, 2020         | Indigo Weel     | Grenoble Metz Lyon                           | Indigo         | Indigo Weel                       |                  | sans station |                        |                    |                                         |
| Décembre 2018,   | Septembre 2019     | Oribiky         | Paris                                        | Oribiky        | Oribiky                           | +00300,          | sans station |                        |                    | Abandon de Paris au profit de Nice      |
| 2020             | Juin 2021          |                 | Bailleul                                     |                |                                   | 10               | 2            |                        |                    | Abandonné faute d'utilisateurs          |
| 18 juillet 2009  | 20 février 2024    | Vélo Bleu       | Nice, Saint-Laurent-du-Var et Cagnes-sur-Mer | Transdev       | Veloway                           | 1 750            | 175          |                        | 197                | Remplacé par Lime et Pony               |
| 3 janvier 2022   |                    | Lib'Cycle       | Libourne                                     |                | Fredo                             |                  |              |                        |                    | Remplacé par Ecovelo - Service Calivélo |
| Juillet 2021     | Juin 2024          | Fredo           | Vienne Condrieu                              | RATP Dev       | Fredo                             | 40               | 10           |                        |                    |                                         |